# Confédération nationale des radios associatives
Pour les articles homonymes, voir CNRA.
La Confédération nationale des radios associatives (CNRA) est une organisation représentative des radios libres françaises organisées en fédérations (régionales ou nationales).

## Historique
La CNRA est fondée en 1991 sous le nom de Conseil national des radios associatives.
En 2002, une webradio est dédiée à la conférence annuelle de 2002, fondée par Rémy Jounin.
Lors de son assemblée générale de juin 2006, le CNRA entreprend une réforme de sa gouvernance et de son fonctionnement. La présidence est confiée à Hubert Allouche, entré à la CNRA en 1999 par l'intermédiaire de l'Association des radios juives (ARJ) qu'il avait fondée. Le "conseil" devient une "confédération" (le sigle CNRA est ainsi conservé).
En 2009, Hervé Dujardin est nommé président de la CNRA.
Le 15 juin 2012, la CNRA signe avec le SNRL (Syndicat national des radios libres) et Radio France une charte de bonne entente visant à harmoniser les rapports entre la radio publique et les radios associatives françaises sur l'ensemble du territoire.
Le 4 juillet 2014, lors de l'assemble générale statutaire, Jean-Yves Breteau, alors secrétaire de l'organisation, est élu président.
En 2015, la CNRA défend les radios associatives face à la Radio numérique terrestre, rappelant que la RNT représente une charge moyenne de 12 000 euros de plus par émetteur et par an, et milite pour une hausse du Fonds de soutien à l'expression radiophonique pour compenser ce coût supplémentaire. Le ministère de la Culture et de la communication annonce un ajout de 1,7 million aux 29 millions d'euros déjà alloués au FSER pour 2017.
Depuis 2017, la CNRA est co-présidée par Eliane Blin, Présidente de l'Assemblée régionale des radios associatives, la fédération des radios associatives de la Région Occitanie, et Farid Boulacel, Président de l'AURA FM, la fédération des radios associatives de la Région Auvergne-Rhône-Alpes.[réf. nécessaire]
Les 19 et 20 mai 2017, la Confédération nationale des radios associatives a tenu son 23e congrès annuel au Palais du Luxembourg, à Paris.
Du 24 au 26 mai 2018, la Confédération nationale des radios associatives a tenu son 24e congrès annuel à Montpellier. Elle est dirigée depuis 2018 par 3 co-présidents : Jean-Marc COURREGES-CENAC (ARRA), Jean-Yves BRETEAU (FRAMA) et Farid BOULACEL (AURA).
Du 13 au 21 novembre 2021 à Bordeaux, la CNRA a tenu ses États Généraux. Dn 2022, elle tiendra ses prochains États Généraux les 28 et 29 octobre à Nancy

## Activité
L'objet de la CNRA est de syndiquer l’ensemble des radios associatives par le biais des fédérations de radios associatives. La CNRA réunit 260 radios, 10 000 bénévoles et 1 200 employés. La CNRA et le SNRL (Syndicat national des radios libres) sont les principales confédérations des radios associatives. Elles forment ensemble l'intersyndicale CNRA/SNRL, principal interlocuteur des radios libres auprès du gouvernement.
Pour rejoindre le CNRA, une radio doit respecter un fonctionnement non commercial, être éligible aux aides de l'État, et ne pas prôner l'exclusion, la haine et/ou le racisme. 